# Пьюджет (залив)
Пью́джет, Пьюджет-Саунд (англ. Puget Sound [ˈpjuːdʒɪt]) — система заливов в штате Вашингтон (США). Является частью моря Селиш.

## Описание
Представляет собой сложный комплекс эстуариев, сообщающихся морских путей и бассейнов, которые имеют 2 выхода в пролив Хуан-де-Фука. 
Крупнейший из этих выходов, пролив Адмиралти, огибает остров Уидби с запада, а другой выход, проход Десепшен, огибает тот же остров с востока. Впрочем, проход Десепшен осуществляет только 2 % от общего водообмена с проливом Хуан-де-Фука. 
В системе заливов располагаются множество островов. Название Пьюджет используется не только для системы заливов, но также и для региона, лежащего на её берегах.
Полуостров Китсап разделяет залив на две части - восточную, собственно Пьюджет-Саунд, и западную, длинный фьорд Худ-Канал.
Геологическая служба США определяет Пьюджет как залив с множеством каналов и ответвлений; более точно — это система затопленных ледниковых долин. 
Общая длина береговой линии системы составляет 2144 км, а площадь водного зеркала — 2600 км². Общий объём воды в заливе Пьюджет — 110 км³; площадь бассейна залива составляет 31 440 км². 

## История
Путешественник Джордж Ванкувер открыл залив Пьюджет в 1792 году. 4 июня 1792 года он объявил эти земли британской территорией, назвав залив в честь одного из участников своей экспедиции, лейтенанта Питера Пьюджета. Американские торговцы пушниной впервые появились на берегах залива в начале XIX века. Первым европейским поселением в районе Пьюджет-Саунда стал Форт-Нискалли — торговый пост, основанный компанией Гудзонова залива в 1833 году. Форт-Нискалли был частью отдела Колумбия, штаб-квартира которого располагалась в Форт-Ванкувер. Первым американским поселением в данном регионе стал Тумуотер, основанный в 1845 году американскими поселенцами, пришедшими сюда по Орегонской тропе. В 1853 году Территория Вашингтон была выделена из части Территории Орегон. В 1888 году железнодорожная ветка достигла Пьюджет-Саунда, соединив данный регион с восточными штатами страны.